# Чакрараху
Чакрараху (исп. Chacraraju, Chakraraju, Chacrarrajo) — гора в Андах в Перу, в хребте Кордильера-Бланка, в регионе Анкаш (провинции Уарас и Юнгай). Гора имеет две обособленные вершины — западную (Chakrarahu Oeste; 6108 м) и восточную (Chakrarahu Este; исп.  Huaripampa; 6001 м). Восхождения осуществляются из базового лагеря вершины Невадо-Писко.

## Восхождения
Чакрараху по праву считается одной из наиболее сложных для восхождения вершиной среди шеститысячников Анд. Первое восхождение на главную вершину было совершено 31 июля 1956 года экспедицией во главе с Лионелем Терраем.
Восточная вершина была покорена 5 августа 1962 года участниками другой французской экспедиции с участием Террая. Это последний по времени покорения шеститысячник хребта Кордильера-Бланка. Маршруты, пройденные французами (Северо-Восточная стена и Северо-Восточный гребень), стали классическими.
Все маршруты на вершину являются многодневными и требуют организации промежуточных лагерей на отвесных склонах. Для того, чтобы достичь истинной вершины Чакрараху по классическому маршруту, необходимо выполнить траверс под многочисленными снежными карнизами, что может быть очень опасным. Вершина может быть недоступна ввиду образования непроходимых вершинных снежных грибов.